# Sterna
A Sterna a madarak osztályának lilealakúak (Charadriiformes) rendjébe és a csérfélék (Sternidae) családjába tartozó nem.

## Rendszerezés
A nemet Carl von Linné svéd természettudós írta le 1758-ban, az alábbi 13 faj tartozik ide:
- rózsás csér (Sterna dougallii)
- fehérmellű csér (Sterna striata)
- feketefejű csér (Sterna sumatrana)
- küszvágó csér (Sterna hirundo)
- dél-amerikai csér (Sterna hirundinacea)
- antarktiszi csér (Sterna vittata)
- sarki csér (Sterna paradisaea)
- tavi csér (Sterna forsteri)
- fehérkoronás csér (Sterna trudeaui)
- feketehasú csér (Sterna acuticauda)
- folyómenti csér (Sterna aurantia)
- fehérarcú csér (Sterna repressa)
- Kerguelen-szigeteki csér (Sterna virgata)